# Ascensiunea Imperiilor: Otomanii
Ascensiunea Imperiilor: Otomanii este o docudrama istorică, avându-i în rol pe Cem Yiğit Üzümoğlu și Tommaso Basili. Primul sezon, ce constă în 6 episoade, este regizat de Emre Şahin⁠(d) și scris de Kelly McPherson. Seria a devenit virală pe streaming pe Netflix pe 24 ianuarie 2020. Serialul prezintă Imperiul Otoman și pe Mahomed Cuceritorul și spune povestea Căderii Constantinopolului.
Sezonul 2 s-a lansat pe 29 decembrie 2022 și îl readuce pe Cem Yiğit Üzümoğlu în rolul lui Mahomed al II-lea. De această dată povestea se concentrează pe rivalitatea dintre Mahomed și Vlad Țepeș, noul domnitor al Valahiei și care contestă hegemonia otomană.

## Premiză
Sultanul Mahomed al II-lea pornește o campanie pentru cucerirea Imperiului Roman de Răsărit și a capitalei sale Constantinopol, rezultând în capturarea orașului și fondarea Imperiului Otoman.

## Distribuție
- Cem Yiğit Üzümoğlu ca Mahomed Cuceritorul
- Tommaso Basili ca Constantin al XI-lea Paleologul
- Daniel Nuță ca Vlad Țepeș (sezonul 2)
- Radu-Andrei Micu ca Dimitrie (sezonul 2)
- Ali Gözüșirin ca Radu cel Frumos (sezonul 2)
- Tuba Büyüküstün ca Mara Branković
- Damla Sönmez ca Ana
- Osman Sonant ca Luca Notara
- Tolga Tekin ca Murad al II-lea
- Ushan Çakır ca Zaganos Pasha
- Selim Bayraktar ca Çandarlı Halil Pasha
- Birkan Sokullu ca Giovanni Giustiniani
- Tansu Biçer ca Orban
- Nail Kırmızıgül ca Hızır Çelebi
- Eva Dedova ca Katarina
- Tuğrul Tülek ca Georgios Sphrantzes
- İlayda Akdoğan ca Therma Sphrantzes
- Erdal Yıldız ca Suleiman Baltoghlu
- Baki Davrak ca Đurađ Branković
- Ryan OL ca Genovese Nobleman
- Roger Crowley, istoric
- Lars Brownworth, istoric
- Jason Goodwin, istoric
- Andrei Pogăciaș, istoric (sezonul 2)
- Mihai-Florin Hasan, istoric (sezonul 2)
- Marios Philippides, istoric
- Michael Talbot, istoric
- Emrah Safa Gürkan, istoric
- Celâl Șengör, geologist

## Episoade

### Prezentare generală a seriei
| Sezonul | Sezonul | Episoade | Episoade | Premiera TV       | Premiera TV |
| ------- | ------- | -------- | -------- | ----------------- | ----------- |
|         | 1       | 6        | 6        | 24 ianuarie 2020  |             |
|         | 2       | 6        | 6        | 29 decembrie 2022 |             |

### Sezonul 1: Cucerirea Constantinopolului (2020)
| Nr. în serial | Nr. în sezon | Titlu                         | Regizat de | Scris de                              | Data lansării    |
| --- | ------------ | ----------------------------- | ---------- | ------------------------------------- | ---------------- |
| 1 | 1            | „Noul sultan”                 | Emre Șahin | Liz Lake, Kelly McPherson, Emre Șahin | 24 ianuarie 2020 |
| După ce ia tronul otoman, Mahomed al II-lea trimite un mesaj clar împăratului Constantin al XI-lea, Intră în scenă mercenarii genovezi.                                    |              |                               |            |                                       |                  |
| 2 | 2            | „Prin ziduri”                 | Emre Șahin | Kelly McPherson, Emre Șahin, Liz Lake | 24 ianuarie 2020 |
| Mahomed începe un asediu ambițios pentru a străpunge zidurile Constantinopolului, dar mercenarii lui Giustiniani reușesc să oprească înaintarea ienicerilor.               |              |                               |            |                                       |                  |
| 3 | 3            | „Cornul de Aur”               | Emre Șahin | Emre Șahin, Liz Lake, Kelly McPherson | 24 ianuarie 2020 |
| Oamenii lui Mahomed sapă tunele subterane pentru a încerca să dărâme zidurile orașului. Soarta este potrivnică otomanilor după ce corăbiile din blocadă se scufundă.       |              |                               |            |                                       |                  |
| 4 | 4            | „Când ți se îneacă corăbiile” | Emre Șahin | Liz Lake, Kelly McPherson, Emre Șahin | 24 ianuarie 2020 |
| Mahomed își mută corăbiile pe uscat la Cornul de Aur într-o misiune îndrăzneață și vizionară. Urmărit de trădare, Giustiniani atacă flota otomană.                         |              |                               |            |                                       |                  |
| 5 | 5            | „Vechi profeții”              | Emre Șahin | Kelly McPherson, Emre Șahin, Liz Lake | 24 ianuarie 2020 |
| În vârtejul violenței și al moralului scăzut, Mahomed îi face lui Giustiniani o ofertă tentantă. Marele vizir îl îndeamnă pe Mahomed să facă un armistițiu cu rivalul său. |              |                               |            |                                       |                  |
| 6 | 6            | „Praf și pulbere”             | Emre Șahin | Emre Șahin, Liz Lake, Kelly McPherson | 24 ianuarie 2020 |
| Tunurile otomane transformă în ruine zidurile orașului, iar întăririle venețiene ajung prea târziu. Mahomed pune bazele unei noi epoci pentru Imperiul Otoman.             |              |                               |            |                                       |                  |

### Sezonul 2: Mahomed vs Vlad (2022)
| Nr. în serial | Nr. în sezon | Titlu                  | Regizat de | Scris de | Data lansării     |
| --- | ------------ | ---------------------- | ---------- | -------- | ----------------- |
| 7 | 1            | „De partea războiului” | Emre Șahin |          | 29 decembrie 2022 |
| Mahomed al II-lea își întărește domnia, dar în Valahia învecinată prietenul său din copilărie Vlad Țepeș câștigă faimă și încearcă să conteste hegemonia lui Mahomed.       |              |                        |            |          |                   |
| 8 | 2            | „Ape învolburate”      | Emre Șahin |          | 29 decembrie 2022 |
| Mahomed o trimite pe Maria să îl atragă pe regele maghiar Matei Corvin într-o alianță. Are loc o bătălie de proporții de-a lungul Dunării, iar Vlad este în avantaj.        |              |                        |            |          |                   |
| 9 | 3            | „Țara lui Dracula”     | Emre Șahin |          | 29 decembrie 2022 |
| Trupele lui Mahomed avansează în Valahia, iar Vlad aplică tehnici de gherilă pentru a-și slăbi adversarul. În palatul imperial pândește pericolul.                          |              |                        |            |          |                   |
| 10 | 4            | „Eram frați odată”     | Emre Șahin |          | 29 decembrie 2022 |
| Resursele sunt pe sfârșite, așa că Vlad pornește războiul biologic împotriva armatei lui Mahomed. Radu se apropie de castelul lui Vlad, luând-o ostatică pe Anastasia.      |              |                        |            |          |                   |
| 11 | 5            | „Atacul de noapte”     | Emre Șahin |          | 29 decembrie 2022 |
| Mahomed se pregătește să dea lovitura fatală armatei lui Vlad. În tabăra lui Mahomed este prins un spion. Vlad pornește un atac nocturn, dar îl așteaptă o surpriză.        |              |                        |            |          |                   |
| 12 | 6            | „Destin”               | Emre Șahin |          | 29 decembrie 2022 |
| Vlad îl înfruntă pe Mahomed. Maria și Gülbahar opresc planul secret din Valahia. Trupele otomane intră în Târgoviște, abandonat, fiind întâmpinați de o priveliște macabră. |              |                        |            |          |                   |